# 柳川信政
柳川 信政（やながわ のぶまさ、生没年不詳）とは江戸時代の大坂の浮世絵師。

## 来歴
柳川重信の門人。大坂の人。柳川を称し、信政と号す。船場に住んでいた。天保3年（1832年）から安政4年（1857年）にかけて主に中判の役者絵を描いている。

## 作品
- 「七（変）化のうち 御所女中・ざとう・五郎 市川鯉三郎」 大判 天保3年京北側芝居
- 「義勇伝 犬塚信乃・嵐璃珏」 中判 安政4年9月中座『花魁莟八総』より